# Paul Davidson (Ökonom)
Paul Davidson (* 23. Oktober 1930 in New York City; † 20. Juni 2024) war ein US-amerikanischer Ökonom. Er galt als einer der führenden Vertreter des Postkeynesianismus in den Vereinigten Staaten.

## Leben
Davidson wuchs in Brooklyn auf. Er kam erst zu den Wirtschaftswissenschaften, nachdem er am Brooklyn College in Chemie und Biologie graduiert wurde. An der Universität von Pennsylvania hatte er in Biochemie geforscht und beabsichtigte, über DNA zu promovieren. Dann wechselte er jedoch radikal den Kurs und machte mit einer Diplomarbeit mit dem Titel The Statistical Analysis of Economic Time Series den MBA. Danach kehrte er an die Universität von Pennsylvania zurück, um unter Sidney Weintraub zu studieren. Von daher stammte sein Interesse an Makroökonomie im Lichte von J. M. Keynes und an den Fragen der Einkommensverteilung. Mit seiner Dissertation Theories of Relative Shares legte er 1959 den Ph.D. in Ökonomie ab.
1952 heiratete Davidson. Nach einer kurzen Zeit akademischer Lehre war er ein Jahr lang Assistant Director of the Economics Division bei der Standard Oil Company, wonach er zur Pennsylvania Universität zurückkehrte. 1966 wechselte er zur Rutgers-Universität, wo er zwanzig Jahre lang lehrte. 1986 übernahm er den Holly Chair of Excellence in Political Economy an der University of Tennessee.
Zusammen mit Sidney Weintraub begründete er das Journal of Post Keynesian Economics (JPKE). Er war seit Beginn in 1978 Herausgeber (bis zu Weintraubs Tod 1983 Mitherausgeber).

## Theoretischer Ansatz
Was „Keynesianismus“ darstellt, wurde in den Vereinigten Staaten vorwiegend durch Paul A. Samuelson und John R. Hicks geprägt, die den Ökonomen John Maynard Keynes durch eine Anpassung an die neoklassische Theorie akademisch salonfähig gemacht haben. Nach Auffassung von Davidson wurde dabei jedoch das Anliegen der General Theory, eine fundamentale theoretische Alternative zur „klassischen Theorie“ zu entwickeln, vollkommen missachtet. Dabei wurden Keynes Aussagen zugeschrieben, die dieser nie gemacht hatte, etwa dass unfreiwillige Arbeitslosigkeit durch die Rigiditäten des Arbeitsmarktes zu erklären sei oder durch eine Liquiditätsfalle. Davidson erklärt diese Verkennung des ursprünglichen Keynes aus der Wissenschaftsgeschichte, indem nämlich Samuelson Keynes durch Robert Bryce kennengelernt hatte, der Keynes’ Vorlesungen in Cambridge besucht hatte, bevor dieser noch seine General Theory geschrieben hatte. Bryce ging darauf nach Harvard, und sein Bild von Keynes wurde das der dortigen Ökonomen.
Nach Keynes’ eigentümlichem monetären Theorieansatz ist für die gegenwärtige Wirtschaft eine wesentliche Grundtatsache, dass Verträge Geldforderungen beinhalten, und dass jedes Wirtschaftssubjekt sehen muss, dass es stets liquide bleibt, um überleben zu können, also dass es den in der Zeit anfallenden Geldforderungen nachkommen kann.
In seinen Foundations of Economic Analysis (1947) hat Samuelson zwei Axiome der klassischen Theorie wiederaufgenommen, die Neutralität des Geldes sowie das Substitutionstheorem (gross substitution axiom), wonach jedes reale Produkt, das einen positiven Ertrag abwirft, Geld zu ersetzen vermag. Indem Samuelson seine Version des Keynesianismus propagierte, hat er gleichzeitig diese Axiome als Grundlage der ökonomischen Theorie behauptet, obwohl diese Keynes in seinen Schriften ausdrücklich verworfen hatte.
In seiner Kritik der Mainstream-Ökonomie hat Davidson daher drei Axiome identifiziert, wogegen er seine Theoriekritik konzentrierte.
- Axiom der Substituierbarkeit (axiom of substitutability): Dieses Axiom hält das Saysche Gesetz aufrecht und leugnet die Möglichkeit unfreiwilliger Arbeitslosigkeit.
- Axiom der Realwirtschaft (axiom of reals): Die Neutralität des Geldes wird unterstellt; d. h. der „Geldschleier“ hat keine Bedeutung. Realwirtschaftliche Entscheidungen gründen auf relativen Preisen, Einkommenseffekte werden stets ausgeschaltet durch Substitutionseffekte.
- Axiom der Ergodizität (axiom of ergodicity): Die Zukunft wird unter den Annahme der statistischen Wahrscheinlichkeit gesehen, nicht aber unter dem einer grundsätzlichen Ungewissheit.

## Veröffentlichungen
- Theories of Aggregate Income Distribution. Rutgers University Press, 1960
- mit Eugene Smolensky: Aggregate Supply and Demand Analysis. Harper & Row, 1964
- Money and the Real World. Macmillan, 1972
- International Money and the Real World. Macmillan, 1982
- mit Greg Davidson: Economics for a Civilized Society. Norton, 1988
- The Collected Writings of Paul Davidson. Palgrave Macmillan
  - Band 1: Money and Employment. 1990
  - Band 2: Inflation, Open Economies, and Resources. 1991
  - Band 3: Uncertainty, International Money, Employment and Theory. 1999
  - Band 4: Interpreting Keynes for the 21st Century. 2007
- Controversies in Post Keynesian Economics. Edward Elgar, 1991
- (Hrsg.): Can the Free Market Pick Winners? What Determines Investment. M. E. Sharpe, 1993
- mit J. A. Kregel (Hrsg.): Employment, Growth And Finance: Economic Reality and Economic Growth. Edward Elgar, 1994
- Post Keynesian Macroeconomic Theory: A Foundation for Successful Economic Policies for the Twenty-first Century. Edward Elgar, 1994
- mit Jan A. Kregel (Hrsg.): Improving the Global Economy: Keynesianism and the Growth in Output and Employment. Edward Elgar, 1997
- mit Jan Kregel (Hrsg.): Full Employment and Price Stability in a Global Economy. Edward Elgar, 1999
- Financial Markets, Money and the Real World. Edward Elgar, 2002
- (Hrsg.): A Post Keynesian Perspective On Twenty-First Century Economic Problems. Edward Elgar, 2002
- John Maynard Keynes. Great Thinkers in Economics Series. Palgrave, New York 2007, ISBN 978-1-4039-9623-7
- The Keynes Solution: The Path to Global Economic Prosperity. Palgrave Macmillan, New York 2009
  - Reviews of Paul Davidson’s new book im Real-World Economics Review Blog, 24. November 2009
  - Was würde Keynes heute tun? Wie wir zu globalem Wohlstand kommen. Börsenbuchverlag, Kulmbach 2011, ISBN 978-3-942888-48-6
- Post Keynesian Macroeconomic Theory: A Foundation for Successful Economic Policies for the Twenty-first. Edward Elgar, 2011
- mit Heiner Flassbeck, James K. Galbraith, Richard Koo & Jayati Ghosh: Economic Reform Now: A Global Manifesto to Rescue our Sinking Economies. Palgrave Macmillan, 2013, ISBN 978-1-137-36165-3
  - Handelt jetzt! Das globale Manifest zur Rettung der Wirtschaft. Westend, Frankfurt 2013, ISBN 978-3-86489-034-5